# 中央本町 (足立区)
中央本町（ちゅうおうほんちょう）は、東京都足立区中部の地名。現行行政地名は中央本町一丁目から五丁目。住居表示実施済み区域。
旧町名は梅田町、小右衛門町、東島根町、東栗原町、千住若松町、千住弥生町、千住栄町。
隣接する地域は、北は東京都道318号環状七号線（環七通り）を挟んで平野および一ツ家、東は青井および弘道、南は足立、西は梅島。

## 地域
東京都足立区の中央部に位置し、足立区役所などの行政機関が置かれている町である。足立区成立当初から区役所があったわけではないが、1996年（平成8年）に千住一丁目にあった区役所が当地へ移転した。
南は東武伊勢崎線、西は国道4号、北は東京都道318号環状七号線（環七通り）、東は補助第256号線によって地区の四方を直線的に区画され、南北に長い長方形を成している。
一丁目には足立区役所を初め、足立農業協同組合、足立保健所、足立東清掃事務所、東京都立足立高等学校など、三丁目には東京都水道局や中央本町センターなどの諸機関・施設が集まり、一部には製作所や鉄工所などの中小企業が多数立地している。そうした中に、多数の都営住宅や新旧の住宅街が広がっている。

### 地価
住宅地の地価は、2025年（令和7年）1月1日の公示地価によれば、中央本町1-18-14の地点で41万9000円/m2、中央本町4-3-19の地点で32万8000円/m2となっている。

## 地名の由来
当地区は千住弥生町、千住若松町、千住栄町、小右衛門町、東島根町などが複雑に入り組み、土地に疎い人には住所を探すのも困難な土地であった。さらに昭和30年代に相次いで公共施設などが建てられたことも、早急に住居表示を導入する必要性を増すことになった。地理的に足立区の中央部にあったことから当初は「中央」の名称が提案されたが、当時すでに大田区に「中央」があったため、「本町」を付加し「中央本町」として実施されることとなった。住居表示の実施後も、旧町名時代の諸施設や建築物には旧町名が使われているものも多数残されている。

## 世帯数と人口
2025年（令和7年）1月1日現在（足立区発表）の世帯数と人口は以下の通りである。
| 丁目           | 世帯数    | 人口     |
| -------------- | --------- | -------- |
| 中央本町一丁目 | 1,069世帯 | 2,134人  |
| 中央本町二丁目 | 1,845世帯 | 3,253人  |
| 中央本町三丁目 | 1,427世帯 | 2,755人  |
| 中央本町四丁目 | 2,087世帯 | 4,098人  |
| 中央本町五丁目 | 1,010世帯 | 1,950人  |
| 計             | 7,438世帯 | 14,190人 |

### 人口の変遷
国勢調査による人口の推移。
| 年                 | 人口   |
| ------------------ | ------ |
| 1995年（平成7年）  | 12,959 |
| 2000年（平成12年） | 13,001 |
| 2005年（平成17年） | 14,231 |
| 2010年（平成22年） | 15,120 |
| 2015年（平成27年） | 14,386 |
| 2020年（令和2年）  | 14,533 |

### 世帯数の変遷
国勢調査による世帯数の推移。
| 年                 | 世帯数 |
| ------------------ | ------ |
| 1995年（平成7年）  | 5,182  |
| 2000年（平成12年） | 5,338  |
| 2005年（平成17年） | 6,037  |
| 2010年（平成22年） | 6,855  |
| 2015年（平成27年） | 6,447  |
| 2020年（令和2年）  | 7,077  |

## 学区
区立小・中学校に通う場合、学区は以下の通りとなる（2023年4月時点）。なお、足立区では学校選択制度を導入しており、区内全域から選択することが可能。ただし、小学校に関しては、2018年（平成30年）度から学区域または学区域に隣接する学校のみの選択になる。
| 丁目           | 番地     | 小学校             | 中学校             |
| -------------- | -------- | ------------------ | ------------------ |
| 中央本町一丁目 | 18番以降 | 足立区立栗島小学校 | 足立区立栗島中学校 |
| 中央本町一丁目 | 1〜17番  | 足立区立弥生小学校 | 足立区立第四中学校 |
| 中央本町二丁目 | 全域     | 足立区立弥生小学校 | 足立区立第四中学校 |
| 中央本町三丁目 | 全域     | 足立区立弥生小学校 | 足立区立第四中学校 |
| 中央本町四丁目 | 1番 10番 | 足立区立弥生小学校 | 足立区立第四中学校 |
| 中央本町四丁目 | 2〜9番   | 足立区立栗島小学校 | 足立区立栗島中学校 |
| 中央本町五丁目 | 全域     | 足立区立栗島小学校 | 足立区立栗島中学校 |

## 事業所
2021年（令和3年）現在の経済センサス調査による事業所数と従業員数は以下の通りである。
| 丁目           | 事業所数  | 従業員数 |
| -------------- | --------- | -------- |
| 中央本町一丁目 | 65事業所  | 3,945人  |
| 中央本町二丁目 | 100事業所 | 1,238人  |
| 中央本町三丁目 | 64事業所  | 554人    |
| 中央本町四丁目 | 92事業所  | 1,340人  |
| 中央本町五丁目 | 67事業所  | 571人    |
| 計             | 388事業所 | 7,648人  |

### 事業者数の変遷
経済センサスによる事業所数の推移。
| 年                 | 事業者数 |
| ------------------ | -------- |
| 2016年（平成28年） | 381      |
| 2021年（令和3年）  | 388      |

### 従業員数の変遷
経済センサスによる従業員数の推移。
| 年                 | 従業員数 |
| ------------------ | -------- |
| 2016年（平成28年） | 3,808    |
| 2021年（令和3年）  | 7,648    |

## 交通

### 鉄道
- 東武鉄道

東武伊勢崎線：五反野駅（駅の所在地は足立三丁目だが、地理的にほとんど隣接しているため記載した）

### 道路・橋梁
- 国道4号（日光街道）
- 東京都道318号環状七号線
- 都市計画道路
  - 補助第256号線
- 花畑街道

## 施設
行政
- 足立区役所
- 中央本町区民事務所
- 中部福祉事務所
- 足立保健所、足立保健所生活衛生課、足立保健所健康推進課
- 中央本町センター、中央本町社会教育館、中央本町住区センター、中央本町体育館、やよい図書館
- 東京都水道局、東京都水道局小右衛門給水所

教育
- 区立小学校
  - 足立区立弥生小学校
  - 足立区立栗島中学校
- 都立高等学校
  - 東京都立足立高等学校

商業施設
- ベルクス足立中央店

## 史跡
- 庚申塔
- 馬頭観音

## 歴史
当地区は一丁目北部・三、四、五丁目の旧梅島町地区と、一丁目南部・二丁目の旧千住町地区とに分けられる。
北側の旧梅島町地区は江戸時代の小右衛門新田と島根村の流れを引く。これらと周辺の旧村が1889年（明治22年）に合併して梅島村を形成し、1928年（昭和3年）には梅島町となった。旧村はその後も大字として旧村名を冠し、「東京府南足立郡梅島村大字島根」などと称した。
1932年（昭和7年）に南足立郡の3町7村が合併し足立区が成立すると、これまでの大字がそのまま町名になり、この地域は足立区島根町・栗原町・小右衛門町となった。
一方の地区南側、旧千住町地区はもともとは千住町の一地域であった。しかし1930年（昭和5年）に荒川放水路が開削されると、それまで地続きであった千住町中心部から分断された。そのため1931年（昭和6年）に千住町に新たな大字を設けることとなり、若松町、弥生町・栄町が成立した。
1966年に住居表示が実施されるにあたり、これら南北の各町の一部を合わせた区域をもって「中央本町」が成立した。

### 年表
- 1937年（昭和12年）2月：小田島鋳造所（現・千住鉄工所）創業。
- 1938年（昭和13年）：航空機材工業所（後・日本航空機）創業。
- 1950年（昭和25年）：東京都立足立高等学校開校。
- 1952年（昭和27年）：足立区立千寿第五小学校分校（現・足立区立弥生小学校）開校。
- 1953年（昭和28年）：足立区立千寿第五小学校分校が足立区立弥生小学校として独立開校。
- 1966年（昭和41年）：住居表示実施。「中央本町」成立。
- 1981年（昭和56年）：足立区立栗島中学校開校。
- 1996年（平成8年）：足立区役所本庁舎が千住より移転。

## その他

### 日本郵便
- 集配担当する郵便局と郵便番号は以下の通りである[17]

| 丁目           | 郵便番号 | 郵便局       |
| -------------- | -------- | ------------ |
| 一丁目〜二丁目 | 120-0011 | 足立郵便局   |
| 三丁目〜五丁目 | 121-0011 | 足立北郵便局 |